# Oxalis oreithala
Oxalis oreithala är en harsyreväxtart som beskrevs av Salter. Oxalis oreithala ingår i släktet oxalisar, och familjen harsyreväxter. Inga underarter finns listade i Catalogue of Life.